# یک کوبایی در اسپانیا
یک کوبایی در اسپانیا (اسپانیایی: Una Cubana en España‎) یک فیلم در ژانر موزیکال است که در سال ۱۹۵۱ منتشر شد. از بازیگران آن می‌توان به رافائل باردم، ماروخیتا دیاس، و خوزه ایسبرت اشاره کرد.